# Tom Heaton
Thomas David „Tom“ Heaton (* 15. April 1986 in Chester) ist ein englischer Fußballtorhüter. Er wurde bei Manchester United ausgebildet, konnte sich dort jedoch nicht nachhaltig empfehlen. Nach einigen Jahren bei diversen unterklassigen Vereinen fand er 2013 beim FC Burnley sein sportliches Glück und stieg dort in den Jahren 2014 und 2016 jeweils in die Premier League auf. Im relativ fortgeschrittenen Alter von 30 Jahren debütierte er für die englische A-Nationalmannschaft und wurde in den Kader der „Three Lions“ anlässlich der Euro 2016 in Frankreich nominiert.

## Karriere

### Manchester United & Leihstationen (2002–2010)
Heaton kam 2002 als Nachwuchsspieler zu Manchester United und spielte in den folgenden Jahren für die U-17 und U-19 des Klubs. 2003 war er beim Gewinn des FA Youth Cups Ersatztorhüter hinter Luke Steele. In der Saison 2004/05 war er Stammkeeper des Reserveteams und gewann mit dem Team die Meisterschaften in der Premier Reserve League und der Central League sowie den Central League Cup.
Zu Beginn der Spielzeit 2005/06 wurde er gemeinsam mit Colin Heath an Swindon Town verliehen. Nach einer Knieverletzung des Stammtorhüters Rhys Evans rückte Heaton Ende August in die Stammelf und kam bis Ende November zu insgesamt 19 Einsätzen. Ein Platzverweis im FA-Cup-Wiederholungsspiel gegen Boston United brachte Evans zurück ins Tor von Swindon und behielt diesen Platz auch im Dezember. Heaton kehrte mit Ablauf des Leihgeschäfts zum 1. Januar 2006 zu Manchester zurück. Die Rückrunde verbrachte er auf Leihbasis beim belgischen Partnerverein Royal Antwerpen, kam dort für die erste Mannschaft aber nicht zum Einsatz. Die folgenden beiden Spielzeiten verbrachte Heaton weiterhin im Reserveteam von United, wurde wegen Verletzungen von Edwin van der Sar und Tomasz Kuszczak aber auch mehrfach als Ersatzspieler für Partien der 1. Mannschaft nominiert, ohne dabei zum Einsatz zu kommen.
Die komplette Saison 2008/09 wurde Heaton an Cardiff City in die Football League Championship verliehen und setzte sich um den Stammplatz im Tor gegen den finnischen Nationalkeeper Peter Enckelman durch. Wegen einer am 22. November gegen Plymouth Argyle erlittenen Wadenverletzung kehrte Enckelman zurück ins Tor und behielt diesen Platz nach einer Serie von zehn Spielen ohne Niederlage auch nach Heatons Rückkehr. Als Enckelman wegen einer Knieverletzung längere Zeit ausfiel, kam Heaton Mitte Februar bei einer 0:4-Niederlage gegen Arsenal im FA Cup erstmals wieder zum Einsatz, verletzte sich dabei jedoch erneut und fiel für mehrere Wochen aus. Den Platz im Tor übernahm daraufhin Stuart Taylor, den Heaton erst für die letzten drei Spieltage der Saison wieder ersetzte. Nach nur einem Punkt aus diesen drei Partien rutschte Cardiff noch aus den Play-off-Plätzen und verpasste damit den möglichen Aufstieg in die Premier League. Zur Saison 2009/10 verlieh Manchester den Keeper erneut, zunächst für drei Monate an die Queens Park Rangers, für die er zu zwei Einsätzen im League Cup kam, und anschließend an den Viertligisten AFC Rochdale.
Im Februar 2010 folgte das nächste Leihgeschäft und Heaton schloss sich bis zum Saisonende den Wycombe Wanderers an. Dort erspielte er sich sogleich einen Stammplatz, konnte jedoch den Abstieg in die Football League Two nicht verhindern.

### Cardiff City & Bristol City (2010–2013)
Im Juni 2010 lehnte er ein neues Vertragsangebot von Manchester United ab, da er sich bei einem anderen Verein mehr Spielpraxis erhoffe, und unterzeichnete kurz darauf einen Vertrag beim Zweitligisten Cardiff City. Nach einer Ellbogenverletzung von Stammtorhüter David Marshall wurde Heaton in Cardiff zur neuen „Nummer 1“ und seine beständig guten Darbietungen brachten ihm zum Ende der Saison die vereinsinterne Auszeichnung des besten Jungprofis ein.
Unter dem neuen Trainer Malky Mackay rückte Heaton in der Saison 2011/12 zurück ins zweite Glied hinter Marshall. Im Ligapokal hingegen spielte er eine prominente Rolle auf dem Weg zum Finale. Unter anderem hielt er im Halbfinale gegen Crystal Palace zwei Strafstöße im Elfmeterschießen. Auch im Endspiel gegen den FC Liverpool parierte er gegen Steven Gerrard, aber letztlich führten drei Cardiffer Fehlschüsse zur Niederlage. Zu einer Vertragsverlängerung kam es anschließend nicht mehr und so verließ Heaton den Klub Mitte 2012.
Nach einem erfolgreichen Probetraining bei Bristol City unterzeichnete Heaton dort einen Einjahresvertrag. Bei seinem neuen Klub war er auf Anhieb Stammspieler, stieg am Ende als Tabellenletzter jedoch ab und verließ Bristol wieder.

### FC Burnley (2013–2019)
Nächste Station wurde schließlich der FC Burnley. Burnley hatte kurz zuvor zwei Torhüter aus seinem Kader verloren und bot Heaton einen Zweijahresvertrag plus einer Option auf ein weiteres Jahr an. In der Saison 2013/14, die dem Klub den überraschenden Aufstieg in die Premier League bescherte, war Heaton mit 46 Ligaeinsätzen Dauerbrenner und zuverlässiger Rückhalt zwischen den Pfosten des FC Burnley. Nach diesem sportlichen Durchbruch musste Heaton zwar mit Burnley ein Jahr später bereits wieder den Gang in die Zweitklassigkeit antreten, aber mit dem Gewinn der Zweitligameisterschaft in der Saison 2015/16 gelang die direkte Rückkehr in die englische Eliteklasse. Dabei war Heaton nach dem Weggang von Jason Shackell zu Derby County zum neuen Mannschaftskapitän befördert worden und er verpasste im Aufstiegsrennen keine einzige Ligapartie.

### Aston Villa (2019–2021)
Am 1. August 2018 hat sich Aston Villa die Dienste des 33 Jahre alten Torhüters gesichert. Die Ablösesumme betrug Medienberichten zufolge etwa acht Millionen Pfund.

### Rückkehr nach Manchester
Zur Saison 2021/22 kehrte Heaton als Ersatztorwart zu Manchester United zurück.

### Englische Auswahlmannschaften
In den Jahren 2008 und 2009 kam Heaton zu drei Einsätzen für die englische U-21-Nationalmannschaft, wurde von Auswahltrainer Stuart Pearce aber nicht für die U-21-Europameisterschaft 2009 berücksichtigt. Zuvor hatte er bereits in den Altersstufen U-16 bis U-19 gespielt. Als zumeist unterklassiger Torhüter im englischen Fußball schien die Beförderung zum A-Nationalspieler dann lange außer Reichweite, bis ihn in der Saison 2015/16 seine beständig guten Leistungen als Kapitän auf dem Weg zur Zweitligameisterschaft beim FC Burnley in den Fokus der „Three Lions“ katapultierten. Dabei profitierte er auch von einer Knöchelverletzung des dritten Torhüters Jack Butland und fortan empfahl er sich für erste Testeinsätze. Am 27. Mai 2016 kam Heaton zu seinem A-Länderspieldebüt, wobei er beim 2:1-Sieg gegen Australien in der 87. Spielminute für Fraser Forster – dem Ersatzmann hinter Stammkeeper Joe Hart – eingewechselt wurde (der FC Burnley hatte davor seit 1974 keinen englischen Nationalspieler mehr gestellt). Zusätzlich war er als zweiter Ersatztorwart in den englischen Kader für die Euro 2016 in Frankreich berufen worden, wo er aber nicht zum Einsatz kam.